# Капошвар Ракоці
«Капошвар Ракоці» (угор. Kaposvári Rákóczi Futball Club) — професіональний угорський футбольний клуб з міста Капошвар. Домашній стадіон — «Капошвар Ракоці». Команда названа на честь трансільванського князя та національного героя Ференца II Ракоці, також команду іноді називають «Somogyiak», посилаючись на медьє Шомодь, в якому клуб виступає.

## Історія
Команду було засновано 15 серпня 1923 року групою робітників місцевого цукрового заводу Mezőgazdasági Ipari Részvénytársaság під назвою «Спортивний Клуб Ракоці». Спочатку вони виступали на аматорському рівні, але вже наступного року зіграли свій перший професіональний поєдинок проти MÁV I. У цей час команда періодично виступала то в другому, то в третьому дивізіоні національного чемпіонату.
У 1941 році клуб очікував приходу Іштвана Авара, але його дебют у команді був зірваний через початок Другої світової війни. По завершенні війни команда по-справжньому відродилася лише 1960 року, коли перемогла у третьому дивізіоні угорського чемпіонату під назвою «Капошвар Кініши».
У 1970 році команда повернула собі історичну назву, «Ракоці», але в 1971 році знову вилетіла до третього дивізіону угорського чемпіонату. Тим не менше команда зібралася й незважаючи на обставини провела прекрасний сезон й повернулася до другого дивізіону. В цей час до головної команди з молодіжного складу підтягнулися деякі перспективні гравці, в тому числі й Бошоній, Саванійо та голкіпер Хегедуш, а в 1973 році Імре Матеш став головним тренером «Капошвару». Команда залучила до складу більше висококласних гравців і «Капошвар» фінішував на 2-му місці, відставши на 3 очки від «Сегеда», й здобув путівку до вищого дивізіону чемпіонату Угорщини.
Свій перший матч у вищому дивізіоні угорського чемпіонату клуб зіграв проти «Вашаша» на очах 22 000 уболівальників клубу на стадіоні «Ракоці». «Сомогяки» виграли матч з рахунком 2:0, завдяки дублю Дьожа Бурши. Тим не менше, до 2006 року Бурша залишив команду, яка в сезоні 1975/76 років фінішувала на 13-му місці. У сезоні 1976/77 років клуб фінішував на 14-му місці, а наступного сезону посів 17-те місце й вилетів до нижчого дивізіону. Наступного підвищення у класі «Ракоці» чекати довго не довелося. Вони завершили сезон на 3-му місці й здобули повернулися до другого дивізіону, вигравши пряме просування з 6-очковою перевагою над «Халадашем».
У сезоні 1980/81 років було декілька яскравих матчів. 9 серпня «Капошвар» вдома з рахунком 2:1 переміг «Печ» у присутності 12 000 уболівальників. Дещо пізніше вони впевнено протрималися в нічийному (3:3) поєдинку проти «Уйпешта» у Будапешті. Ніхто навіть й не міг спрогнозувати, що команда фінішує на 16-му місці й вилетить до нижчого дивізіону. Після цього команда скотилася до третього дивізіону угорського чемпіонату, перш ніж нарешті повернутися до еліти угорського чемпіонату після тріумфу в другому дивізіоні 1987 року. Проте цей сезон у вищому дивізіоні чемпіонату Угорщини став останнім для «Ракоці» аж до початку нового тисячоліття. До речі перше протистояння клубів із медьє Шомодь (поразка з рахунком 1:3 від ФК «Сіофок») не залишилося в пам'яті вболівальників того року через те, що команда посіла останнє місце й опустилася до другого дивізіону.
Протягом 1980—1990-х років XX століття команда виступала в другому та третьому дивізіонах угорського чемпіонату, хоча й періодично демонструвала яскраву гру. Так, у 1995 році «Капошвар» став переможцем другого дивізіону угорського чемпіонату з різницею забитих та пропущених м'ячів 76:11. Вони продовжували успішно виступати в другому дивізіоні. Ласло Прюкнер влітку 2003 року став новим головним тренером команди, проте «Ракоці» втратив декількох ключових футболістів у тому ж році. Через це фани знову почали переживати, що команда скотиться до третього дивізіону.
10 травня 2014 року «Капошвар» у 28-му турі чемпіонату Угорщини (сезону 2013/14 років) поступився з рахунком 0:2 «Відеотону» й вилетів до другого дивізіону чемпіонату Угорщини.

### Статистика виступів у вищому дивізіоні
З моменту свого заснування «Капошвар» брав участь у 8 сезонах вищого дивізіону угорського чемпіонату. Протягом цього періоду найкращим результатом клубу було 7-ме місце (у 2006 та 2007 роках), ще тричі «Ракоці» вилітав до нижчого дивізіону.
| Рік     | Іг. | В  | Н  | П   | ЗМ-ПМ   | Різ. | О   | Результат                           |
| ------- | --- | -- | -- | --- | ------- | ---- | --- | ----------------------------------- |
| 1975/76 | 30  | 6  | 12 | 12  | 41—52   | −9   | 24  | 13-те місце                         |
| 1976/77 | 34  | 9  | 9  | 16  | 39—45   | −6   | 27  | 14-те місце                         |
| 1977/78 | 34  | 8  | 7  | 19  | 32—61   | −29  | 23  | 17-те місце: Виліт до II дивізіону. |
| 1980/81 | 34  | 6  | 12 | 16  | 34—67   | −33  | 24  | 16-те місце: Виліт до II дивізіону. |
| 1987/88 | 30  | 4  | 9  | 17  | 25—63   | −38  | 17  | 16-те місце: Виліт до II дивізіону. |
| 2004/05 | 30  | 8  | 10 | 12  | 34—47   | −13  | 34  | 12-те місце                         |
| 2005/06 | 30  | 10 | 7  | 13  | 35—41   | −6   | 37  | 7-ме місце                          |
| 2006/07 | 30  | 12 | 5  | 13  | 40—36   | +4   | 41  | 7-ме місце                          |
| 2007/08 | 30  | 14 | 9  | 7   | 48—38   | +10  | 51  | 6-те місце                          |
| ЗАГВЛОМ | 282 | 77 | 80 | 125 | 328—450 | −122 | 278 |                                     |

## Досягнення
- Немзеті Байнокзаг II
  -  Чемпіон (2): 1980, 1987

- Немзеті Байнокзаг III
  -  Чемпіон (4): 1960, 1972, 1985, 1995

- Кубок медьє Шомодь
  -  Володар (1): 2016

## Статистика виступів
| Рік     | Дивізіон                  | Місце  |
| 2000—01 | Немзеті Байнокзаг II (II) |        |
| 2001—02 | Немзеті Байнокзаг II      |        |
| 2002—03 | Немзеті Байнокзаг II      |        |
| 2003—04 | Немзеті Байнокзаг II      | 1-ше ↑ |
| 2004—05 | Немзеті Байнокзаг I (I)   | 12-те  |
| 2005—06 | Немзеті Байнокзаг I       | 7-ме   |
| 2006—07 | Немзеті Байнокзаг I       | 7-ме   |
| 2007—08 | Немзеті Байнокзаг I       | 6-те   |
| 2008—09 | Немзеті Байнокзаг I       | 9-те   |
| 2009—10 | Немзеті Байнокзаг I       | 12-те  |
| 2010—11 | Немзеті Байнокзаг I       | 7-те   |
| 2011—12 | Немзеті Байнокзаг I       | 10-те  |
| 2012—13 | Немзеті Байнокзаг I       | 11-те  |
| 2013—14 | Немзеті Байнокзаг I       | 16-те  |
| 2014—15 | Немзеті Байнокзаг II      | 16-те  |
| 2015—16 | Чемпіонат медьє Шомодь    | 1-ше   |

## Відомі гравці
- Сергій Алексєєв
- Александар Брджанин
- Мирослав Грумич
- Тармо Кінк
- Міхай Корхут
- Леандро да Сілва
- Неманя Николич
- Милан Перич

## Відомі тренери
- Ласло Прюкнер (2001), (1 липня 2004 — 30 червня 2010), (14 червня 2012 — 6 січня 2014), (січень 2015 — липень 2015)
- Тібор Сіса (9 червня 2010 — 27 травня 2012)
- Тібор Селімеш (7 січня 2014 — 30 червня 2014)
- Габор Мартон (1 липня 2014 — січень 2015)
- Ласло Пуштаї (серпень 2015 — травень 2016)
- Ласло Хазі (травень 2016 —)